# Костюк, Александр Васильевич
Александр Васильевич Костюк — киргизский государственный деятель, министр сельского хозяйства (2000—2005), вице-премьер (2010).
Родился 5 июня 1958 г. в с. Боконбаево Тонского района Иссык-Кульской области Киргизской ССР.
В 1974—1976 гг. рабочий Тонской автобазы В 1981 г. окончил Киргизский сельскохозяйственный институт по специальности инженер-гидротехник, в 1990 г. — Ташкентскую высшую партийную школу.
Послужной список:
- 1981—1985 старший инженер, начальник, главный инженер Тонского райУОС (районного управления водного хозяйства) Иссык-Кульской области
- 1985—1987 зам. председателя Тонского райисполкома
- 1987—1988 инструктор Иссык-Кульского обкома Компартии Киргизии
- 1988—1991 первый секретарь Иссык-Кульского обкома ЛКСМ Киргизии
- 1991—1996 начальник Иссык-Кульского облуправления водного хозяйства
- 1996—2000 зам. министра, генеральный директор департамента водного хозяйства министерства сельского и водного хозяйства Киргизии
- 1 марта-декабрь 2000 министр сельского и водного хозяйства Киргизии
- с декабря 2000 по март 2005 — министр сельского, водного хозяйства и перерабатывающей промышленности.

С 14 июля по 17 декабря 2010 г. — вице-премьер «технического правительства» Розы Отунбаевой.
В 2011 г. числился как председатель Совета директоров ОАО «Шумкар» (производство куриных яиц).